# بنت پیده رش
بنت پیده رش (دانمارکی: Bent Peder Rasch; ۳۱ مهٔ ۱۹۳۴ – ۲۶ نوامبر ۱۹۸۸) قایقران کانو اهل دانمارک بود.